# Potamonautes loveni
Potamonautes loveni là một loài cua thuộc họ Potamonautidae. Loài này có ở Kenya và Uganda. Môi trường sống tự nhiên của chúng là sông ngòi.